# Estació d'Esparreguera (LOF)
|  | Per a l'estació de l'Aeri de Ferrocarrils de la Generalitat de Catalunya vegeu Estació d'Esparreguera |

Esparreguera és una estació de ferrocarril en projecte que s'ubicarà al sud del municipi d'Esparreguera, a la comarca del Baix Llobregat. A l'estació hi pararan trens de la futura línia Orbital Ferroviària (LOF), i se situarà a l'extrem del futur barri del Castell 2 (encara per urbanitzar), molt a prop de la carretera que uneix Esparreguera i Olesa de Montserrat.

## Serveis ferroviaris
| Rodalia de Barcelona   |                   |               |               |                        |
| Procedència/Destinació | <                 | Línia         | >             | Procedència/Destinació |
| Projectat              |                   |               |               |                        |
| Mataró                 | Viladecavalls Sud | Línia Orbital | Abrera Centre | Vilanova i la Geltrú   |